# Langues chumash
Cet article concerne les langues chumash. Pour le peuple chumash, voir Chumash.
Les langues chumash sont une famille de langues amérindiennes parlées aux États-Unis dans le Sud de la Californie par le peuple Chumash. Elles ont été parfois rattachées à l'hypothétique groupe hokan.

## Classification des langues chumash

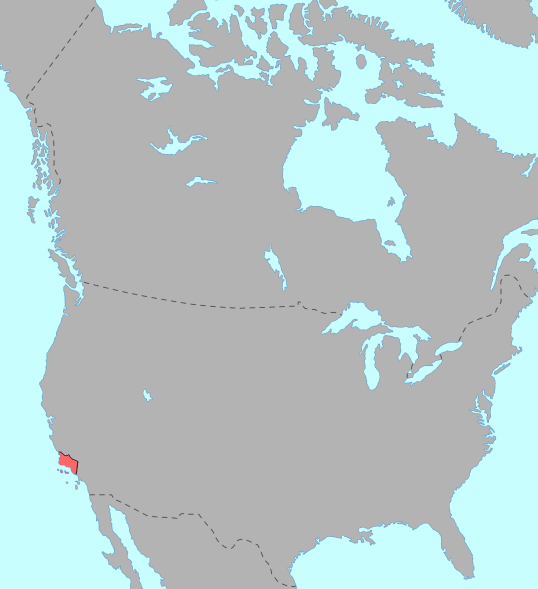
Localisation des langues chumash

Voici la classification interne des langues chumash, selon Marianne Mithun.
- Chumash du Nord
  - Chumash obispeño
- Chumash du Sud
  - Chumash central
    - Chumash purisimeño
    - Chumash ineseño
    - Chumash barbareño
    - Chumash ventureño

  - chumash insulaire ou isleño